# Мункедал
Мункедал (на шведски: Munkedal) е град в югозападната част на Швеция, лен Вестра Йоталанд. Главен административен център на едноименната община Мункедал. Намира се на около 400 km на югозапад от столицата Стокхолм и на около 95 km на северозапад от центъра на лена Гьотеборг. Има жп гара. Населението на града е 3718 жители според данни от преброяването през 2010 г.